# Kokkosaari
L'île Kokkosaari est une île de Finlande.

## Géographie
Elle s'étend sur 2 km de longueur et 900 m de largeur. 

## Histoire
Une entreprise de réparation de bateaux y a été installée en 1811 et ferma en 1829. 